# 沃爾納特格羅夫 (明尼蘇達州)
沃爾納特格羅夫（英語：Walnut Grove）是一個位於美國明尼蘇達州雷德伍德縣的城市。

## 人口
根據2020年美國人口普查的數據，沃爾納特格羅夫的面積為2.82平方千米，皆為陸地。當地共有人口751人，而人口密度為每平方千米266人。